# 劳伦·贝兰特
劳伦·盖尔·贝兰特（1957年10月31日—2021年6月28日）是美国学者、文化理论家及作者。劳伦于1984年起便在芝加哥大学任教直至逝世，期间获得了“乔治·普尔曼英语杰出贡献教授”的称号。她撰写并教授流行文化中的亲密与归属问题，以及它们与公民历史和幻想的关系。
劳伦将公共领域写成情感世界，影响和情感在理智或慎重的思维模式之前引领归属感。 这些使陌生人彼此依附并塑造了国家－公民社会关系的条件。

## 早年境况
劳伦·贝兰特于1957年出生在美国宾夕法尼亚州的费城。1979年，贝兰特从欧柏林学院毕业并获得文学士学位；然后又于1983年在康奈尔大学获得文学硕士学位，并最后于1986年拿到该校的哲学博士学位。而此时，贝兰特已经开始了她在芝加哥大学的任教生涯。

## 逝世
貝蘭特於2021年6月28日因癌症去世，享年63歲。

## 出版作品
- 《The Anatomy of National Fantasy: Hawthorne, Utopia, and Everyday Life》（1991年）——作者：勞倫·貝蘭特 ISBN 978-0-226-04377-7
- 《The Queen of America Goes to Washington City: Essays on Sex and Citizenship》（1997年）——作者：勞倫·貝蘭特 ISBN 978-0-8223-1931-3
- 《Venus Inferred》（2000年）——作者：勞倫·貝蘭特、Laura Letinsky ISBN 978-0-226-47345-1
- 《The Female Complaint: The Unfinished Business of Sentimentality in American Culture》（2008年）——作者：勞倫·貝蘭特 ISBN 978-0-8223-8916-3
- 《Cruel Optimism》（2011年）——作者：勞倫·貝蘭特 ISBN 978-0-8223-5111-5
- 《Desire/Love》（2012年）——作者：勞倫·貝蘭特 ISBN 978-0-615-68687-5
- 《Sex, or the Unbearable》（2013年）——作者：勞倫·貝蘭特、Lee Edelman ISBN 978-0-8223-7706-1
- 《The Hundreds》（2019年）——作者：勞倫·貝蘭特、Kathleen Stewart ISBN 978-1-4780-0183-6